# James Fergusson, 6. Baronet

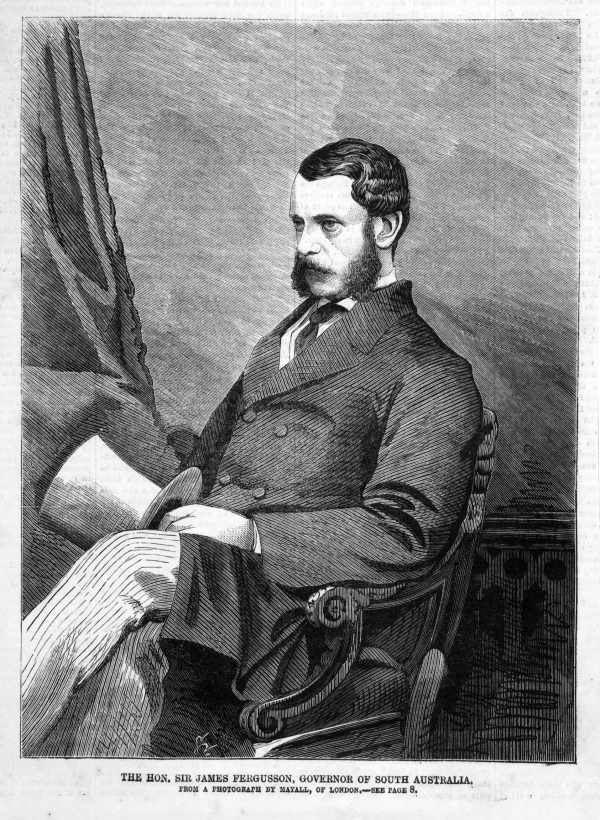
Sir James Fergusson,
7. Dezember 1868

Sir James Fergusson, 6. Baronet GCSI KCMG CIE PC (* 14. März 1832 in Edinburgh, Schottland; † 14. Januar 1907 in Kingston, Jamaika) war Gouverneur der britischen Kolonien South Australia, Neuseeland und Bombay.

## Leben
James Fergusson wurde als ältester Sohn von Sir Charles Dalrymple-Fergusson, 5. Baronet und seiner Frau Helen Boyle in Edinburgh geboren, besuchte die Rugby School in Rugby, Warwickshire und ab 1850 das University College in Oxford. Beim Tod seines Vaters 1849 erbte er dessen 1703 in der Baronetage of Nova Scotia geschaffenen Adelstitel Baronet, of Kilkerran in the County of Ayr. Er verließ Oxford ohne Abschluss, trat 1851 in die British Army ein und kaufte sich einen Offiziersposten als Ensign und Lieutenant der Grenadier Guards. Er nahm mit dieser Einheit 1854 am Krimkrieg teil und wurde im November 1854 zum Lieutenant und Captain befördert und wenige Tage später verwundet. 1858 wurde er zum Lieutenant-Colonel der Royal Ayrshire Rifles befördert und schied 1859 aus der Armee aus.
Fergusson war insgesamt dreimal verheiratet. Seine erste Frau Edith Christian Dalhousie heiratete er am 9. August 1859. Sie starb am 28. Oktober 1871 in Adelaide. Aus der Ehe gingen zwei Töchter und zwei Söhne hervor. Am 11. März 1873 heiratete er Olive Richman of Whambunga. Sie starb am 8. Januar 1882 in Bombay an Cholera. Am 5. April 1893 heiratete er seine dritte Frau, Isabella Elisabeth Twysden. Sie überlebte ihren Mann, denn James Fergusson wurde am 14. Januar 1907 in Kingston durch ein schweres Erdbeben getötet. Er war zu einer Konferenz der British Cotton Growing Association nach Jamaika gereist und starb in der Nähe seines Hotels während er Zigarren kaufte. Er wurde nahe Kingston auf einem Kirchenfriedhof beerdigt. Seinen Adelstitel erbte sein älterer Sohn Charles als 7. Baronet.

## Karriere in Politik und Administration
Noch an der Kriegsfront in Sewastopol schrieb er sich als Kandidat für die Conservative Party 1854 zu den Nachwahlen zum House of Commons für das County Ayrshire ein, dessen Abgeordneter, Lieutenant-Colonel James Hunter Blair, gerade gefallen war. Am 30. Dezember 1854, noch in Diensten der Armee, gewann einen Sitz für Ayrshire, den er bis 1857 hielt. Nach seiner Wiederwahl im Jahr 1859 quittierte er den Dienst in der Armee im August desselben Jahres und blieb Mitglied des Hauses bis 1868. Bereits im Juni 1866 trat er in die britische Administration ein und bekam einen Posten als Untersekretär des Büros für Indien. Im Juli 1867 wechselte er dann als Untersekretär in das Home Office, wurde Privy Councillor (Geheimrat) und blieb in seiner Funktion bis Ende 1868.

### Gouverneur von South Australia (1869–1872)
Mit seiner Ankunft in Adelaide am 15. Februar 1869 trat er das Amt des Gouverneurs von South Australia an und dies zu einer Zeit, als die Kolonie South Australia sich in einer tiefen Depression befand. Eine Serie von schlechten Ernten und niedrige Woll- und Kupferpreise hatten der Wirtschaft zugesetzt. Die Arbeitslosigkeit war hoch und viele Menschen wanderten aus nach Victoria und New South Wales. Dazu kam eine politische Krise, in der er gezwungen war, zweimal das Parlament aufzulösen, 1870 und 1872. Ab Mitte 1871 erholte sich die Wirtschaft und so konnte er ein Projekt durchsetzen, welches eine Telegrafenleitung über Land von Darwin aus quer durch die Northern Territory bis nach Port Augusta zog.
In seiner Amtszeit sorgte Fergusson mit seiner Unterstützung für die Gründung einer Universität in Adelaide, unterstützte Kirchenorganisationen, Bildungseinrichtungen und zeigte ein besonderes Interesse an der Ebenezer Mission School. Des Weiteren unterstützte er die Bildung von Institutionen für Blinde, Taube und Sprachlose. Kritisiert wurde häufig seine Unnahbarkeit und seine Zurückhaltung im gesellschaftlichen Leben.
Fergusson verließ Adelaide am 6. Dezember 1872 mit Kurs auf England.

### Gouverneur von Neuseeland (1873–1874)
Im November 1872 wurde Fergusson zum Gouverneur von Neuseeland berufen, trat das Amt aber erst nach seiner Rückkehr von einer kurzen Reise nach England am 14. Juni 1873 an. Von der Abberufung George Bowen an wurde Fergusson bis zu seiner Ankunft in Neuseeland von George Alfred Arney vertreten. Doch Fergussons Amtszeit währte nicht lange. Am 3. Dezember 1874 schied er, da er sich ein politisches Comeback in England erhoffte, auf eigenen Wunsch aus dem Amt.

### Gouverneur von Bombay (1880–1885)
Doch seine politischen Ambitionen waren in den Wahlen zum britischen Parlament 1876 und 1878 nicht von Erfolg gekrönt. So akzeptierte er am 10. März 1880 das Angebot Gouverneur von Bombay zu werden. In den fünf Jahren seiner Amtszeit machte er sich mit Indien sehr vertraut. Er reiste viel, gewann so wertvolle Informationen und war von allen Klassen der Gesellschaft anerkannt. In Bombay traf er auf eine höchst energische Verwaltung und seine Maßstäbe in Bezug auf Landwirtschaft, Hungerhilfe und lokale Verwaltung machten die Provinz zu einer der fortschrittlichsten in Indien.

### Zurück in England (1885–1907)
Nach seiner Rückkehr nach England gewann er 1885 einen Sitz im House of Commons für den Wahlkreis Manchester North East und behielt den Sitz bis zum Jahr 1906. Von 1886 bis 1891 war er als Untersekretär im Foreign and Commonwealth Office tätig und wechselte für zwei Jahre bis 1892 in die Position des Postmaster General (Chef der britischen Post). Danach übernahm er die Direktion der Royal Mail Steam Packet Company, wurde Direktor der National Telephone Company und übernahm Sitze in verschiedenen anderen Unternehmen.
Während eines Aufenthaltes auf Jamaika kam er 1907 bei einem Erdbeben ums Leben.

## Orden und Ehrenzeichen
Fergusson wurde mit dem Rücktritt vom Gouverneursposten in Neuseeland als Knight Commander des Order of St. Michael and St. George und 1885 in Bombay als Knight Grand Commander des Order of the Star of India und Companion des Order of the Indian Empire ausgezeichnet.